# 张俊 (1949年)
张俊（1949年2月—），男，汉族，安徽合肥人，中华人民共和国政治人物，曾任安徽省人大常委会副主任，安徽省人民政府秘书长。现任中央经济责任审计工作部际联席会议办公室主任。